# Saint-Georges-Haute-Ville
Pour les articles homonymes, voir Saint-Georges, Saint Georges (homonymie) et Georges.
Saint-Georges-Haute-Ville est une commune française située dans le département de la Loire en région Auvergne-Rhône-Alpes, et faisant partie de Loire Forez Agglomération.

## Géographie

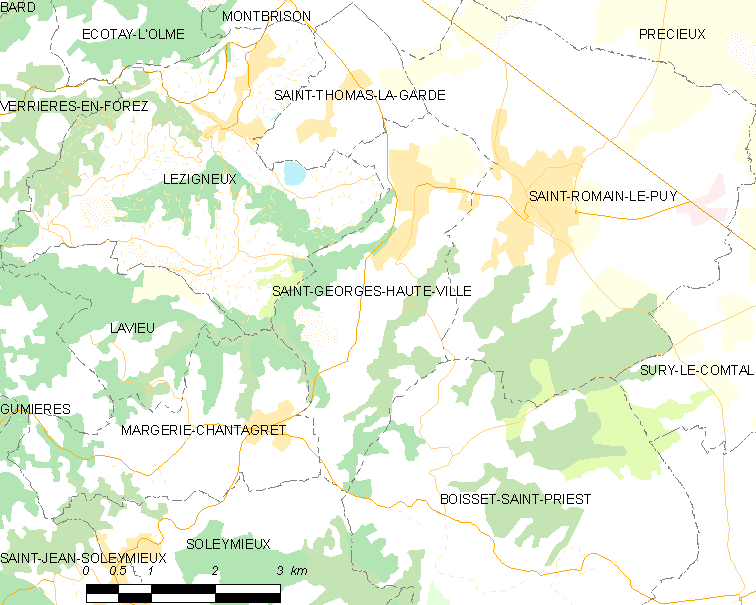
Localisation du village et des communes aux alentours

La commune de Saint-Georges-Haute-Ville est distante de 7 km de Montbrison, sa sous-préfecture, et 35 km de sa préfecture, Saint-Étienne.
| Lézigneux           | Saint-Thomas-la-Garde      | Saint-Romain-le-Puy  |
|                     | Sazint-Georges-Haute-Ville |                      |
| Margerie-Chantagret | Soleymieux                 | Boisset-Saint-Priest |

### Climat
Pour des articles plus généraux, voir Climat d'Auvergne-Rhône-Alpes et Climat de la Loire.
En 2010, le climat de la commune est de type climat des marges montargnardes, selon une étude du Centre national de la recherche scientifique s'appuyant sur une série de données couvrant la période 1971-2000. En 2020, Météo-France publie une typologie des climats de la France métropolitaine dans laquelle la commune est exposée à un climat de montagne ou de marges de montagne et est dans la région climatique Nord-est du Massif Central, caractérisée par une pluviométrie annuelle de 800 à 1 200 mm, bien répartie dans l’année.
Pour la période 1971-2000, la température annuelle moyenne est de 10,4 °C, avec une amplitude thermique annuelle de 16,7 °C. Le cumul annuel moyen de précipitations est de 742 mm, avec 8,8 jours de précipitations en janvier et 6,8 jours en juillet. Pour la période 1991-2020, la température moyenne annuelle observée sur la station météorologique de Météo-France la plus proche, « Savigneux », sur la commune de Savigneux à 6 km à vol d'oiseau, est de 11,0 °C et le cumul annuel moyen de précipitations est de 665,4 mm,. Pour l'avenir, les paramètres climatiques de la commune estimés pour 2050 selon différents scénarios d'émission de gaz à effet de serre sont consultables sur un site dédié publié par Météo-France en novembre 2022.

## Urbanisme

### Typologie
Au 1er janvier 2024, Saint-Georges-Haute-Ville est catégorisée commune rurale à habitat dispersé, selon la nouvelle grille communale de densité à sept niveaux définie par l'Insee en 2022.
Elle appartient à l'unité urbaine de Saint-Romain-le-Puy, une agglomération intra-départementale regroupant deux  communes, dont elle est une commune de la banlieue,,. Par ailleurs la commune fait partie de l'aire d'attraction de Saint-Étienne, dont elle est une commune de la couronne,. Cette aire, qui regroupe 105 communes, est catégorisée dans les aires de 200 000 à moins de 700 000 habitants,.

### Occupation des sols
L'occupation des sols de la commune, telle qu'elle ressort de la base de données européenne d’occupation biophysique des sols Corine Land Cover (CLC), est marquée par l'importance des territoires agricoles (62,3 % en 2018), en diminution par rapport à 1990 (64,1 %). La répartition détaillée en 2018 est la suivante : 
prairies (52 %), forêts (24,7 %), zones urbanisées (13 %), terres arables (5,4 %), zones agricoles hétérogènes (5 %). L'évolution de l’occupation des sols de la commune et de ses infrastructures peut être observée sur les différentes représentations cartographiques du territoire : la carte de Cassini (XVIIIe siècle), la carte d'état-major (1820-1866) et les cartes ou photos aériennes de l'IGN pour la période actuelle (1950 à aujourd'hui).

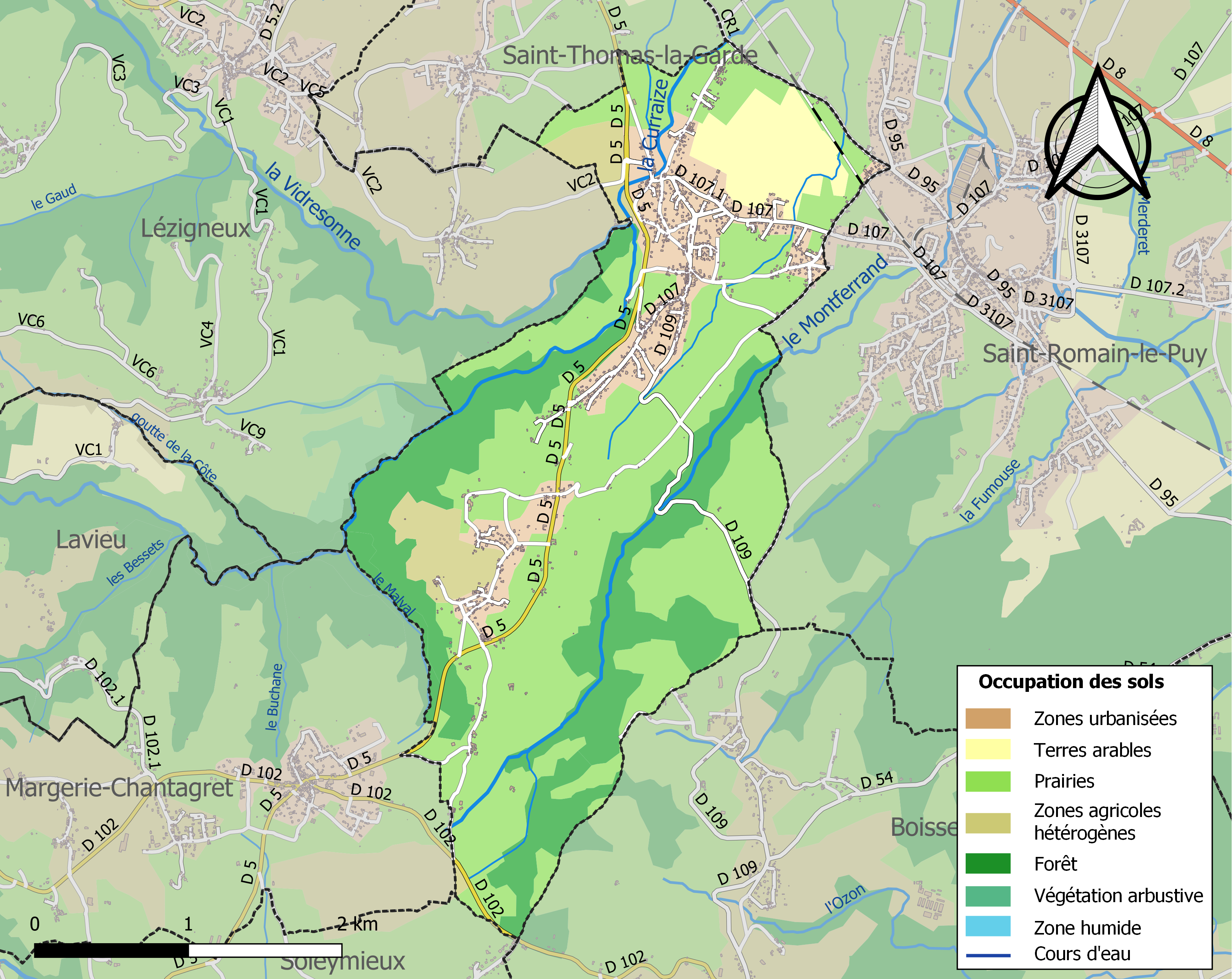
Carte des infrastructures et de l'occupation des sols de la commune en 2018 (CLC).

## Histoire
La voie Bolène, une voie antique et médiévale reliant Lyon à l'Aquitaine, passait par Saint-Georges-Haute-Ville ; l'essentiel de son trajet sur la commune a été repris par la D5, passant du nord au sud par la Roche (au croisement avec la D107 à 800 m au nord-ouest du centre du bourg, sur le cours de la Vidrésonne) ; 
les Gravières (selon Faure ; lire les Graviers ; sur le cours de la Curraize, immédiatement à l'ouest du bourg) ; 
Poteau Bleu ;
Champ Blanc (côté est de la D5, en face du Champ Blanc) ;
Monsupt, au pied de la butte, côté est,.
Le hameau de Monsupt est une ancienne châtellenie des comtes de Forez. Il en reste les ruines d'un château du XIIe siècle : une tour et la chapelle.

## Politique et administration
| Période                                  | Période  | Identité             | Étiquette | Qualité                                                             |
| ---------------------------------------- | -------- | -------------------- | --------- | ------------------------------------------------------------------- |
| Les données manquantes sont à compléter. |          |                      |           |                                                                     |
| avant 1981                               | 1983     | Michel Roset         | DVG       |                                                                     |
| 1983                                     |          | Marie-Edith Tomasini | RPR       | Conseillère générale du canton de Saint-Jean-Soleymieux (1994-2001) |
| mars 2008                                | mai 2020 | Jean-Michel Chatain  |           |                                                                     |
| mai 2020                                 | En cours | Frédéric Millet      |           |                                                                     |

Saint-Georges-Haute-Ville faisait partie de la communauté d'agglomération de Loire Forez de 2003 à 2016 puis a intégré Loire Forez Agglomération.
L'équipe municipale actuelle est la suivante : Jean LESQUIR (1er adjoint), Odile PINTURIER (2ème adjointe), Didier MASSACRIER (3ème adjoint), Elisabeth LAFANECHERE (4ème adjointe).

## Démographie
L'évolution du nombre d'habitants est connue à travers les recensements de la population effectués dans la commune depuis 1793. Pour les communes de moins de 10 000 habitants, une enquête de recensement portant sur toute la population est réalisée tous les cinq ans, les populations de référence des années intermédiaires étant quant à elles estimées par interpolation ou extrapolation. Pour la commune, le premier recensement exhaustif entrant dans le cadre du nouveau dispositif a été réalisé en 2008.

En 2022, la commune comptait 1 458 habitants, en évolution de +2,6 % par rapport à 2016 (Loire : +1,32 %, France hors Mayotte : +2,11 %).
| 1793 | 1800 | 1806 | 1821 | 1831 | 1836 | 1841 | 1846 | 1851 |
| ---- | ---- | ---- | ---- | ---- | ---- | ---- | ---- | ---- |
| 600  | 495  | 499  | 557  | 546  | 560  | 547  | 533  | 584  |

| 1856 | 1861 | 1866 | 1872 | 1876 | 1881 | 1886 | 1891 | 1896 |
| ---- | ---- | ---- | ---- | ---- | ---- | ---- | ---- | ---- |
| 550  | 565  | 554  | 593  | 577  | 580  | 641  | 612  | 705  |

| 1901 | 1906 | 1911 | 1921 | 1926 | 1931 | 1936 | 1946 | 1954 |
| ---- | ---- | ---- | ---- | ---- | ---- | ---- | ---- | ---- |
| 683  | 693  | 702  | 618  | 585  | 602  | 558  | 540  | 522  |

| 1962 | 1968 | 1975 | 1982 | 1990  | 1999  | 2006  | 2008  | 2013  |
| ---- | ---- | ---- | ---- | ----- | ----- | ----- | ----- | ----- |
| 526  | 516  | 604  | 779  | 1 035 | 1 122 | 1 215 | 1 241 | 1 350 |

| 2018  | 2022  | - | - | - | - | - | - | - |
| ----- | ----- | - | - | - | - | - | - | - |
| 1 458 | 1 458 | - | - | - | - | - | - | - |

## Lieux et monuments
- Église Saint-Georges de Saint-Georges-Haute-Ville.
- Tour de Montsupt, vestige du château de Montsupt construit sur la butte volcanique de Montsupt culminant à 647 m. En 1167, Guy II de Forez, alors en conflit avec l'archevêque de Lyon, fait hommage au roi Louis VII pour les châteaux qu'il tenait de lui à Montbrison et à Montsupt. Le comte a aussi fait reconnaître par le roi les autres châteaux de Montarcher, Saint-Chamond, de La Tour-en-Jarez, de Chamousset pour les lui remettre. Enfin le comte demande au roi, pour accroître son fief, les droits régaliens au sein des châteaux de Marcily, de Donzy et de ses dépendances, de Cleppé, de Saint-Priest-en-Jarez, de Lavieu et de Saint-Romain-le-Puy[22].

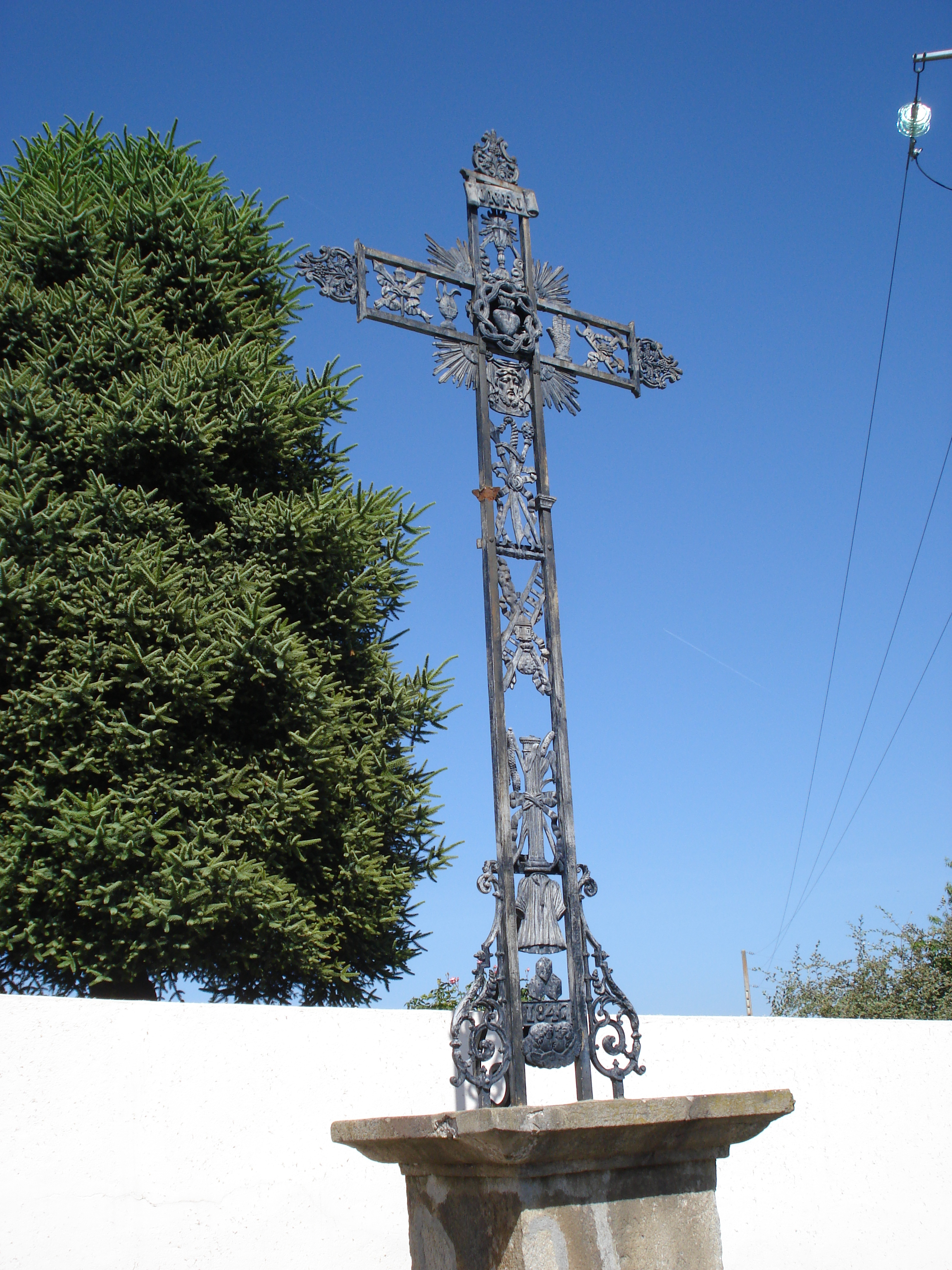
Croix de fer face à l'église.
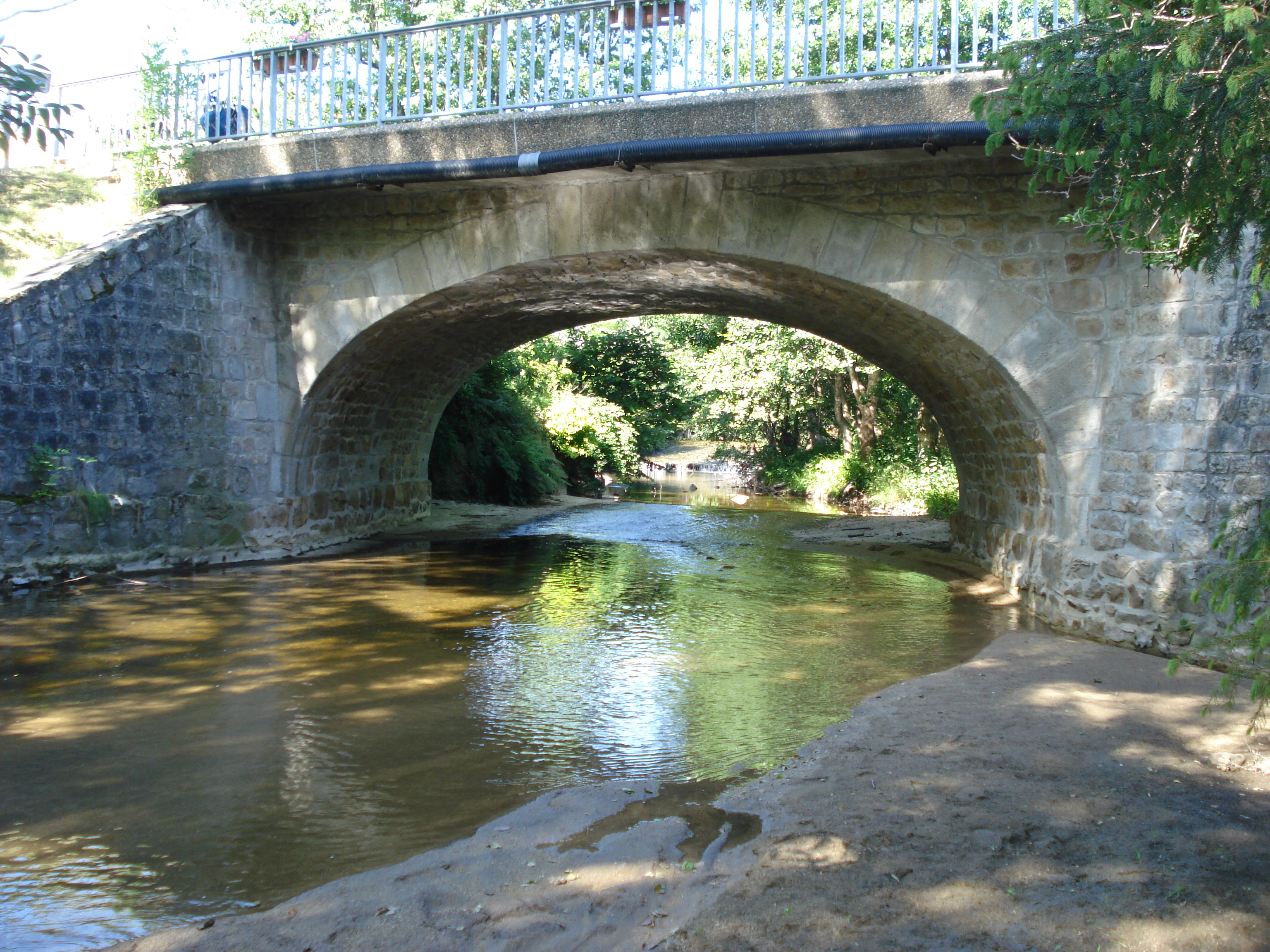
Pont sur la Curaise.